# Шарликбаш
Шарликба́ш (рос. Шарлыкбаш, башк. Шырлыҡбаш) — присілок у складі Шаранського району Башкортостану, Росія. Входить до складу Зіріклинської сільської ради.
Населення — 75 осіб (2010; 78 у 2002).
Національний склад:
- башкири — 65 %
- татари — 30 %